# 阿部眞弓
阿部 眞弓（あべ まゆみ、1953年8月31日 - ）は、呼吸器内科医・医学博士。社団法人日本呼吸器学会喫煙問題に関する検討委員会の副委員長。特定非営利活動法人日本禁煙学会評議員。
東京都出身。東京都立三田高等学校卒業後、東北大学医学部卒業。1994年に禁煙外来を始め、その後禁煙相談のインターネットサイトを開設し、受動喫煙に関する相談や禁煙支援・携帯電話を使った禁煙支援サービス「卒煙ネット」を行う。東京女子医科大学付属病院と社会福祉法人三井記念病院総合健診センターで禁煙外来を開く。また、受動喫煙や空気環境問題に関する研究・講演も行う。

## 著書
- 禁煙外来 吸いたい人もやめたい人もみんなで読む本 (芳賀書店)
- 99%禁煙できる本 (三笠書房)
- 美肌になれて、太らない！女の子のための禁煙BOOK (メディアファクトリー)
- 「禁煙」科の医者が書いた7日でやめる本 - 長く吸ってる人ほどやめられるがまんいらずの禁煙メソッド 最新成果の改訂版 (青春出版社)